# Helene Engelmann
Helene Engelmann   (Viena, 9 de febrer de 1898 - Purkersdorf, 1 d'agost de 1985) va ser una patinadora sobre gel, especialista en la modalitat de parelles, austríaca que va competir a començaments del segle xx. Filla d'Eduard Engelmann Jr., tres cops campió d'Europa de patinatge artístic sobre gel, va ser introduïda en el món de l'esport des de molt jove.
En els anys previs a la Primera Guerra Mundial va fer parella amb Karl Mejstrik. Amb tan sols 15 anys va guanyar el Campionat del Món de 1913 i la plata al de 1914. Un cop finalitzada la guerra va passar a competir amb Alfred Berger. Plegats van guanyar tres campionats nacionals de manera consecutiva, entre 1921 i 1923 i dos campionats del món, el 1922 i 1924. El seu èxit més important l'aconseguí el 1924, quan als Jocs Olímpics de Chamonix, va guanyar la medalla d'or en la prova parelles del programa de patinatge artístic.

## Palmarès
amb Karl Mejstrik
| Competició          | 1913 | 1914 |
| ------------------- | ---- | ---- |
| Campionat del món   | 1a   | 2a   |
| Campionat d'Àustria | 1a   | 2a   |

amb Alfred Berger
| Competició          | 1921 | 1922 | 1923 | 1924 |
| ------------------- | ---- | ---- | ---- | ---- |
| Jocs Olímpics       |      |      |      | 1a   |
| Campionat del món   |      | 1a   |      | 1a   |
| Campionat d'Àustria | 1a   | 1a   | 1a   |      |